# バーベキュー戦争
『バーベキュー戦争』（バーベキューせんそう、Barbecue Brawl、1956年12月14日公開）は、トムとジェリーの作品の一つ。シネマスコープにて公開。

## スタッフ
- 製作・脚本・監督 - ウィリアム・ハンナ、ジョセフ・バーベラ
- 原画 - アーヴ・スペンス、ルイス・マーシャル、ケネス・ミューズ、エド・バージ
- レイアウト - リチャード・ビッケンバック(ディック・ビッケンバック名義)
- 背景 - ロバート・ジェントル
- 音楽 - スコット・ブラッドリー
- 色彩 - テクニカラー
- 録音 - ウェスタン・エレクトリック、パースペクタ・ステレオ
- 制作 - メトロ・ゴールドウィン・メイヤー・カートゥーン
- 配給 - メトロ・ゴールドウィン・メイヤー

## 内容
ある日スパイク親子はバーベキューの準備をしていた。ステーキ肉を焼くまでは順調であったが、トムとジェリーの追いかけっこに巻き込まれてしまう。
その後も様々な手でジェリーを捕まえようとするトムだが、スパイクに邪魔者扱いされ、手痛くやられてしまう。今度はターザンの様にロープを駆使して捕まえる作戦に出るトムだが、対抗するスパイクと激突。結果、衝撃で吹っ飛んだトムはそのままプールの中へと沈む。
今度こそ誰も邪魔者がいなくなり親子でご馳走にありつくスパイクとタイク。しかし、アリの軍勢がやってきて、ご馳走を取られてしまう。せめてステーキだけでも取り返そうとしたスパイクだが、再びアリが来て奪い返されてしまう。呆気にとられたスパイクは、アリの隊長がラッパを吹きながら去っていくのを呆然と眺めるだけだった。
OPのタイトルカードのデザインとエンドカードデザインが一新された。

## 登場キャラクター
スパイク・タイク親子
スパイクは息子・タイクと一緒にバーベキューをすべく食材を準備するが、すぐそばでジェリーを追いかけるトムに何度も邪魔されてしまい・その都度トムをしばき上げる。最後はトムをプールへ放り込んで追放したが、その後バーベキュー食材をアリの集団に横取りされてしまい呆然と立ち尽くした。
スパイクは本作における事実上の主役であり、シリーズ全体の主役であるトム・ジェリーの出番は中盤を除き少なく、物語の結末にも一切関与していない。
トム
ジェリーを追いかけている最中、すぐそばでバーベキューの準備をするスパイク親子を何度も邪魔したため、スパイクにしばき上げられた末、最後はプールに放り込まれた。
ジェリー
木炭やサラダに紛れ込むなどしてトムの目を欺く。
アリ
スパイク親子のバーベキュー食材を集団で横取りする。隊長は最後にラッパを吹いて勝利宣言した。

## 日本でのテレビ放映
TBS系および多系列で1964年から1990年まで時折放映された。